# Ivan Lendl

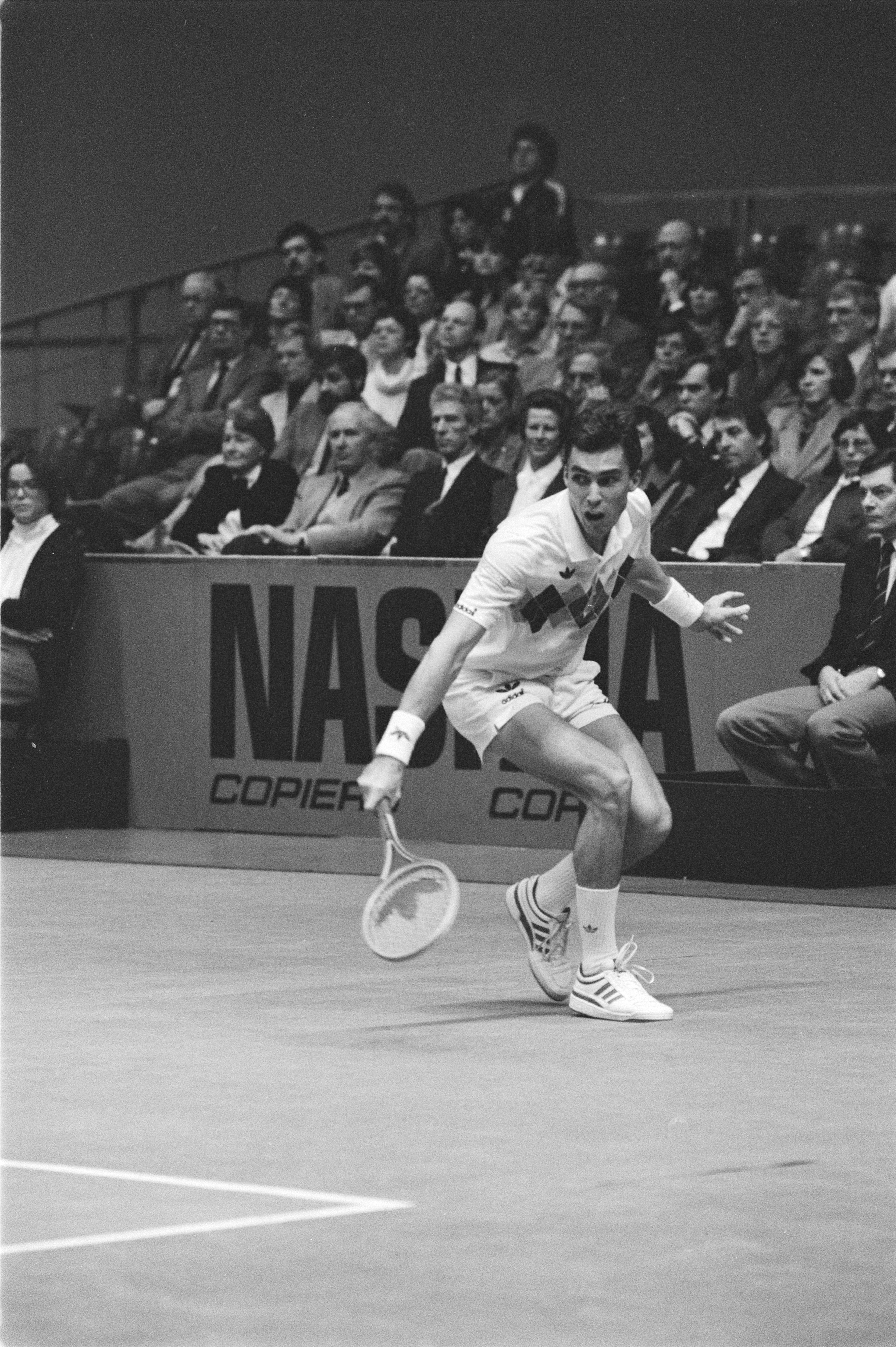
Ivan Lendl in 1984

Ivan Lendl (Ostrava, 7 maart 1960) is een Amerikaanse oud-tennisser van Tsjecho-Slowaakse afkomst, die zijn grootste successen behaalde in de jaren 80 van de 20e eeuw. Hij won 94 proftoernooien, waaronder acht grandslamtoernooien, maar nooit het toernooi van Wimbledon.

## Loopbaan
Lendl bereikte de finale van negentien Grand Slam-toernooien, een record destijds voor het mannentennis. Op 3 juli 2009 raakte hij dit record kwijt aan Roger Federer. In februari 1983 bereikte hij de eerste plaats op de wereldranglijst; hij eindigde vier kalenderjaren als nummer één (1985-87 en 1989). In totaal stond hij 270 weken op de eerste plaats en verbrak daarmee het toenmalige record van Jimmy Connors (nadien verbeterd door Pete Sampras en daarna weer verbeterd door Roger Federer). Lendls spel werd gekenmerkt door kracht en topspinspel vanaf de baseline; hij was daarmee een voorloper van het powertennis.
In 2001 werd hij opgenomen in de prestigieuze Tennis Hall of Fame. Op 31 december 2011 werd bekendgemaakt dat hij de nieuwe fulltime coach van Andy Murray wordt.

## Privé
Lendl woont sinds 1981 in de Verenigde Staten; in 1992 werd hij Amerikaans staatsburger. Ter ontspanning speelt hij veel golf op een hoog amateurniveau.

## Grandslamresultaten
| Nr.              | Datum | Toernooi            | Ondergrond | Tegenstander in finale | Score                   |         |
| ---------------- | ----- | ------------------- | ---------- | ---------------------- | ----------------------- | ------- |
| Gewonnen finales |       |                     |            |                        |                         |         |
| 1.               | 1984  | Roland Garros       | Gravel     | John McEnroe           | 3-6, 2-6, 6-4, 7-5, 7-5 | Details |
| 2.               | 1985  | US Open             | Hard       | John McEnroe           | 7-6, 6-3, 6-4           | Details |
| 3.               | 1986  | Roland Garros (2)   | Gravel     | Mikael Pernfors        | 6-3, 6-2, 6-4           | Details |
| 4.               | 1986  | US Open (2)         | Hard       | Miloslav Mečíř         | 6-4, 6-2, 6-0           | Details |
| 5.               | 1987  | Roland Garros (3)   | Gravel     | Mats Wilander          | 7-5, 6-2, 3-6, 7-6      | Details |
| 6.               | 1987  | US Open (3)         | Hard       | Mats Wilander          | 6-7, 6-0, 7-6, 6-4      | Details |
| 7.               | 1989  | Australian Open     | Hard       | Miloslav Mečíř         | 6-2, 6-2, 6-2           | Details |
| 8.               | 1990  | Australian Open (2) | Hard       | Stefan Edberg          | 4-6, 7-6, 5-2 opgave    | Details |
| Verloren finales |       |                     |            |                        |                         |         |
| 1.               | 1981  | Roland Garros       | Gravel     | Björn Borg             | 6-1, 4-6, 6-2, 3-6, 6-2 | Details |
| 2.               | 1982  | U.S. Open           | Hard       | Jimmy Connors          | 6-3, 6-2, 4-6, 6-4      | Details |
| 3.               | 1983  | Australian Open     | Gras       | Mats Wilander          | 6-1, 6-4, 6-4           | Details |
| 4.               | 1983  | US Open (2)         | Hard       | Jimmy Connors          | 6-3, 6-7, 7-5, 6-0      | Details |
| 5.               | 1984  | US Open (3)         | Hard       | John McEnroe           | 6-3, 6-4, 6-1           | Details |
| 6.               | 1985  | Roland Garros (2)   | Gravel     | Mats Wilander          | 3-6, 6-4, 6-2, 6-2      | Details |
| 7.               | 1986  | Wimbledon           | Gras       | Boris Becker           | 6-4, 6-3, 7-5           | Details |
| 8.               | 1987  | Wimbledon (2)       | Gras       | Pat Cash               | 7-6, 6-2, 7-5           | Details |
| 9.               | 1988  | US Open (4)         | Hard       | Mats Wilander          | 6-4, 4-6, 6-3, 5-7, 6-4 | Details |
| 10.              | 1989  | US Open (5)         | Hard       | Boris Becker           | 7-6, 1-6, 6-3, 7-6      | Details |
| 11.              | 1991  | Australian Open (2) | Hard       | Boris Becker           | 1-6, 6-4, 6-4, 6-4      | Details |

## Prestatietabel
| Legenda | Legenda                          |
| ------- | -------------------------------- |
| g.t.    | geen toernooi gehouden           |
| l.c.    | lagere categorie                 |
| –       | niet deelgenomen                 |
| G       | uitgeschakeld in de groepsfase   |
| 1R      | uitgeschakeld in de eerste ronde |
| 2R      | uitgeschakeld in de tweede ronde |
| 3R      | uitgeschakeld in de derde ronde  |
| 4R      | uitgeschakeld in de vierde ronde |
| KF      | uitgeschakeld in de kwartfinale  |
| HF      | uitgeschakeld in de halve finale |
| F       | de finale verloren               |
| W       | het toernooi gewonnen            |
| w-v     | winst/verlies-balans             |

### Prestatietabel grand slam, enkelspel
| Toernooi            | 1978 | 1979  | 1980   | 1981  | 1982  | 1983  | 1984  | 1985 | 1986 | 1987 | 1988 | 1989 | 1990  | 1991  | 1992  | 1993  | 1994  | Carrière SR | Carrière w-v |
| ------------------- | ---- | ----- | ------ | ----- | ----- | ----- | ----- | ---- | ---- | ---- | ---- | ---- | ----- | ----- | ----- | ----- | ----- | ----------- | ------------ |
| Grandslamtoernooien |      |       |        |       |       |       |       |      |      |      |      |      |       |       |       |       |       |             |              |
| Australian Open     | –    | –     | 2R     | –     | –     | F     | 4R    | HF   | g.t. | HF   | HF   | W    | W     | F     | KF    | 1R    | 4R    | 2 / 12      | 48-10        |
| Roland Garros       | 1R   | 4R    | 3R     | F     | 4R    | KF    | W     | F    | W    | W    | KF   | 4R   | –     | –     | 2R    | 1R    | 1R    | 3 / 15      | 53-12        |
| Wimbledon           | –    | 1R    | 3R     | 1R    | –     | HF    | HF    | 4R   | F    | F    | HF   | HF   | HF    | 3R    | 4R    | 2R    | –     | 0 / 14      | 48-18        |
| US Open             | –    | 2R    | KF     | 4R    | F     | F     | F     | W    | W    | W    | F    | F    | KF    | HF    | KF    | 1R    | 2R    | 3 / 16      | 73-13        |
| Tennis Masters Cup  |      |       |        |       |       |       |       |      |      |      |      |      |       |       |       |       |       |             |              |
| Masters Cup         | –    | –     | F      | W     | W     | F     | F     | W    | W    | W    | F    | HF   | HF    | HF    | –     | –     | –     | 5 / 12      | 40-10        |
| Statistieken        |      |       |        |       |       |       |       |      |      |      |      |      |       |       |       |       |       |             |              |
| Totale Win-Verlies  | 9–9  | 41–21 | 109–28 | 96–14 | 106–9 | 75–16 | 62–16 | 84–7 | 74–6 | 74–7 | 41–8 | 79–7 | 54–12 | 55–18 | 50–24 | 33–23 | 28–18 | n.v.t.      | 1071–239     |
| Eindejaarsranking   | 74   | 20    | 6      | 2     | 3     | 2     | 3     | 1    | 1    | 1    | 2    | 1    | 3     | 5     | 8     | 19    | 54    | n.v.t.      | n.v.t.       |

### Prestatietabel grand slam, dubbelspel
| Toernooi        | 1978 | 1979 | 1980 | 1981 | 1982 | 1983 | 1984 | 1985 |
| --------------- | ---- | ---- | ---- | ---- | ---- | ---- | ---- | ---- |
| Australian Open | –    | –    | 2R   | –    | –    | –    | 3R   | –    |
| Roland Garros   | 1R   | 1R   | HF   | –    | –    | –    | –    | –    |
| Wimbledon       | –    | 1R   | –    | –    | –    | –    | –    | 2R   |
| US Open         | –    | –    | 3R   | –    | –    | –    | –    | –    |